# Třída Laforey (1913)
Třída Laforey (jinak též třída L) byla třída torpédoborců britského královského námořnictva z období první světové války. Celkem bylo ve čtyřech skupinách postaveno 22 torpédoborců této třídy. Ve službě byly v letech 1913–1923. Byly nasazeny v světové válké, ve které byly dva potopeny a jeden ztroskotal. Zbývající byly vyřazeny na počátku 20. let.

## Pozadí vzniku

HMS Laforey

Celkem bylo v letech 1912-1915 postaveno 22 torpédoborců této třídy, dělící se do čtyř podvariant. Torpédoborce se lišily rozměry a dodavateli pohonného systému, naopak měly podobné výkony a výzbroj. Do stavby se zapojily loděnice William Beardmore and Company (Beardmore) v Dalmuiru, William Denny & Brothers (Denny) v Dumbartonu, Fairfield Shipbuilding and Engineering Company (Fairfield) v Govanu, Swan Hunter ve Wallsendu, John I. Thornycroft & Company (Thornycroft) ve Woolstonu, J. Samuel White & Company (White) v Cowesu a Yarrow & Company (Yarrows) ve Scotstounu. Nejprve bylo v letech 1912–1915 postaveno 14 torpédoborců základní verze třídy L, které doplnila dvě plavidla designu White, čtyři plavidla designu Yarrows a dvě plavidla designu Parsons Marine Steam Turbine Company (Parsons) ve Wallsendu, všechny postavené v letech 1912–1914.
Jednotky třídy Laforey:
| Jméno                       | Loděnice    | Založení kýlu | Spuštěn            | Vstup do služby | Osud |
| --------------------------- | ----------- | ------------- | ------------------ | --------------- | --- |
| HMS Laertes (ex Sarpedon)   | Swan Hunter | 1912          | 5. června 1913     | říjen 1913      | Prodán do šrotu 1921. |
| HMS Lysander (ex Ulysses)   | Swan Hunter | 1912          | 18. srpna 1913     | prosinec 1913   | Prodán do šrotu 1922. |
| HMS Laforey (ex Florizel)   | Fairfield   | 1912          | 30. října 1913     | únor 1914       | Dne 25. března 1917 se v Lamanšském průlivu potopil na mině.                                                                |
| HMS Lawford (ex Ivanhoe)    | Fairfield   | 1912          | 30. října 1913     | květen 1914     | Prodán do šrotu 1922. |
| HMS Llewellyn (ex Picton)   | Beardmore   | 1912          | 30. října 1913     | březen 1914     | Prodán do šrotu 1922. |
| HMS Loyal (ex Orlando)      | Denny       | 1912          | 11. listopadu 1913 | květen 1914     | Prodán do šrotu 1921. |
| HMS Louis (ex Talisman)     | Fairfield   | 1912          | 30. prosince 1913  | květen 1914     | Účastnil se bitvy o Gallipoli. Dne 31. října 1915 ztroskotal v zálivu Suvla a následně byl zničen tureckým dělostřelectvem. |
| HMS Legion (ex Viola)       | Denny       | 1912          | 3. února 1913      | červenec 1914   | Prodán do šrotu 1921. |
| HMS Lance (ex Daring)       | Thornycroft | 1912          | 25. února 1913     | červenec 1914   | Prodán do šrotu 1921. |
| HMS Lydiard (ex Waverley)   | Fairfield   | 1912          | 26. února 1914     | červen 1914     | Prodán do šrotu 1921. |
| HMS Lennox (ex Portia)      | Beardmore   | 1912          | 17. března 1914    | květen 1914     | Prodán do šrotu 1921. |
| HMS Lookout (ex Dragon)     | Thornycroft | 1912          | 27. dubna 1914     | srpen 1914      | Prodán do šrotu 1922. |
| HMS Laurel (ex Redgauntlet) | White       | 1912          | 6. května 1913     | březen 1914     | Prodán do šrotu 1921. |
| HMS Liberty (ex Rosalind)   | White       | 1912          | 15. září 1913      | 1914            | Prodán do šrotu 1921. |
| HMS Lark (ex Haughty)       | Yarrows     | 1912          | 26. května 1913    | listopad 1913   | Prodán do šrotu 1923. |
| HMS Linnet (ex Havock)      | Yarrows     | 1912          | 16. srpna 1913     | prosinec 1913   | Prodán do šrotu 1921. |
| HMS Laverock (ex Hereward)  | Yarrows     | 1912          | 19. listopadu 1913 | říjen 1914      | Prodán do šrotu 1921. |
| HMS Landrail (ex Hotspur)   | Yarrows     | 1912          | 7. února 1914      | červen 1914     | Prodán do šrotu 1921. |
| HMS Lassoo (ex Magic)       | Beardmore   | 1915          | 24. srpna 1915     | říjen 1915      | Dne 13. srpna 1916 jej potopila mina, či ponorka.                                                                           |
| HMS Lochinvar (ex Malice)   | Beardmore   | 1915          | 9. října 1915      | prosinec 1915   | Prodán do šrotu 1921. |
| HMS Leonidas (ex Rob Roy)   | Parsons     | 1912          | 30. října 1913     | srpen 1914      | Prodán do šrotu 1921. |
| HMS Lucifer (ex Rocket)     | Parsons     | 1912          | 29. prosince 1913  | srpen 1914      | Prodán do šrotu 1921. |

## Konstrukce

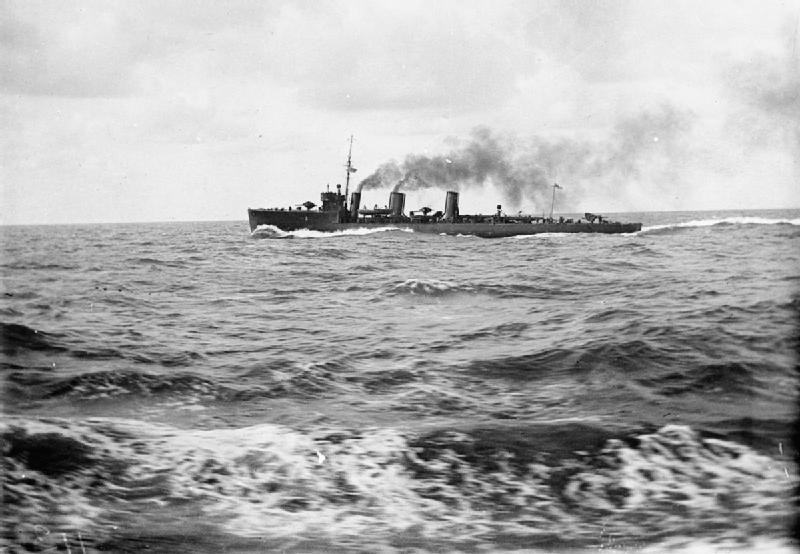
HMS Loyal

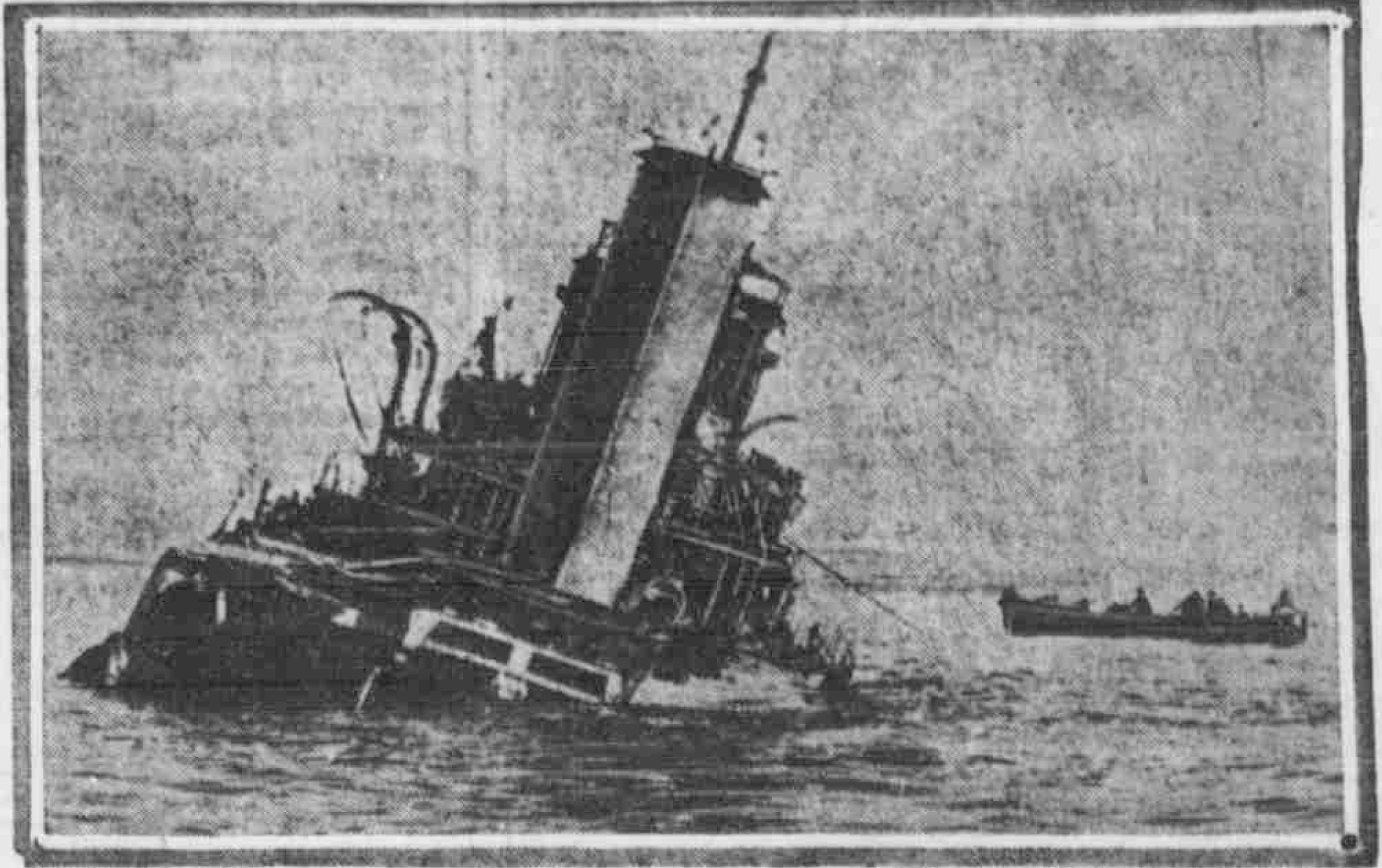
Vrak torpédoborce Louis, který ztroskotal v zálivu Suvla

Základní výzbroj představovaly tři 102mm kanóny, jeden 7,7mm kulomet a dva dvojhlavňové 533mm torpédomety. Pohonný systém se lišil dle varianty. Tvořily jej tři až čtyři kotle pohánějící dvě turbíny o výkonu 24 500 hp, roztáčející dva lodní šrouby. Nejvyšší rychlost dosahovala 29 uzlů.

## Operační služba
Britské královské námořnictvo třídu provozovalo v letech 1913–1923. Nasadilo je za první světové války. Ve službě byly ztraceny torpédoborce Louis, Lassoo a Laforey.